# دهه ۹۴۰ (پیش از میلاد)
دهه ۹۴۰ (پیش از میلاد) ۹۴مین دهه قبل از مبدا شروع تقویم میلادی است.